# 1957-es magyar gyeplabdabajnokság
Az 1957-es magyar gyeplabdabajnokság a huszonhetedik gyeplabdabajnokság volt. A bajnokságban öt csapat indult el, a csapatok egy kört játszottak. A bajnokságot tavasszal játszották le, utána áttértek az őszi-tavaszi rendszerre.

## Tabella
| #  | Csapat          | M | Gy | D | V | G+ | G- | P |
| -- | --------------- | - | -- | - | - | -- | -- | - |
| 1. | Bp. Építők      |   |    |   |   |    |    | 7 |
| 2. | Bp. Postás      |   |    |   |   |    |    | 5 |
| 3. | BVSC            |   |    |   |   |    |    | 4 |
| 4. | Rózsa Ferenc SK |   |    |   |   |    |    | 2 |
| 5. | Délbudai SK     |   |    |   |   |    |    | 0 |

* M: Mérkőzés Gy: Győzelem D: Döntetlen V: Vereség G+: Ütött gól G-: Kapott gól P: Pont
Megjegyzés: Az újság csak a sorrendet és a pontszámokat közölte.